# 马克斯·普列托
马克斯·普列托（西班牙語：Max Prieto，1919年3月28日—1998年5月30日），墨西哥男子足球运动员，司职前锋。他曾代表墨西哥国家队参加1950年国际足联世界杯，结果队伍止步小组赛阶段。